# Luca Contile
Luca Contile fue un literato italiano, que nació en Cetona en 1506 y murió en Pavía en 1574. 

## Biografía
Terminados sus estudios en Bolonia pasó a Roma, uniéndose al cardenal Trivulzio, á quien dejó por el marqués del Vasto. A la muerte de éste entró al servicio del príncipe de Gonzaga, gobernador de Milan, que le envió á desempeñar una misión á Polonia. A su vuelta fue pensionista del cardenal de Trento, de Sforza Palavicino y del marqués de Pescara, hijo del marqués del Vasto. En fin, fue nombrado comisario de España en Pavía, cargo que desempeñó hasta su muerte.

## Obras
Sus principales obras son : La Pescara, La Cesarea Gonzaga y La Trinozia, comedias ; La Nice, drama en honor de Victoria Colonna ; Traduzione della Bolla d’Oro ; Istoria delle cose occorse nel regno d’Inghilterra dopo la morte d’Odoardo ; Origine degli Elettori ; Lettere ; Istoria de’ fatti di Cesare Maggi da Napoli ; etc.